# Lista de prefeitos da cidade do Rio de Janeiro
Esta é a lista de governantes da cidade do Rio de Janeiro. A cidade só passou a ter prefeitos e uma administração municipal nos moldes atuais no ano de 1975. Antes possuía governadores como Município Neutro ou Distrito Federal (como o atual governador do Distrito Federal, que administra Brasília diretamente), ou com governadores do extinto Estado da Guanabara.

## História
De sua fundação em 1565 até 1763, a cidade do Rio de Janeiro foi administrada pelos governadores gerais. A partir da transferência da capital da Estado do Brasil, então em Salvador para o Rio, a cidade carioca passou a ser governada pelos vice-reis.
Com a Independência do Brasil em 1822, o Rio de Janeiro passou a ser administrado pela Ilustríssima Câmara Municipal, detentora dos poderes Executivo e Legislativo da capital do Império brasileiro, no qual se destacava o papel de seu presidente na governança. Em 12 de agosto de 1834, foi aprovado um Ato Adicional à Constituição de 1824, que extinguiu os Conselhos Gerais Provinciais e os substituiu pelas Assembleias Legislativas Provinciais e também estabeleceu o status do Município Neutro ao Rio independente da província do Rio de Janeiro, cuja capital seria Niterói.
Essa condição especial perdurou até a promulgação da nova Constituição de 1891, já sob o regime republicano brasileiro, quando foi criado o Distrito Federal em substituição ao Município Neutro. Assim como os demais estados brasileiros, o Distrito Federal elegia representantes para o Congresso Nacional (três senadores e dez deputados) e para a Câmara Municipal (27 intendentes), mas a capital federal tinha o prefeito e o chefe de polícia indicados pelo presidente da República.
O direito de eleger o prefeito carioca foi conquistado por meio da Constituição de 1934, que previa a eleição do mandatário por via indireta, ou seja, pela Câmara Municipal do Distrito Federal. O primeiro eleito nesse sistema foi o vereador Pedro Ernesto, com cerca de 42% dos votos válidos.
Em 1960, com a inauguração e a mudança da capital do país para Brasília, a cidade do Rio de Janeiro foi transformado em estado da Guanabara, passando a ser gerido por governadores.
Pelo art. 8º e seguintes da Lei complementar número 20, de 1º de julho de 1974, os estados do Rio de Janeiro e da Guanabara seriam fundidos sob a denominação de estado do Rio de Janeiro, e com a cidade do Rio de Janeiro passando a ser a capital fluminense e sendo novamente governada por prefeitos.
Em 1985, com o restabelecimento das eleições diretas para prefeitos das capitais, Saturnino Braga tornou-se o primeiro mandatário eleito pelo voto popular da população carioca.

## Governantes do período imperial (1840 — 1889)
| Nº | Nome                                            | Imagem | Início do mandato | Fim do mandato |
| 1  | Luís de Menezes Vasconcelos de Drummond         |        | 1840              | 1844           |
| 2  | João Silveira de Pilar                          |        | 1845              | 1848           |
| 3  | Gabriel Getúlio Monteiro de Mendonça            |        | 1849              | 1850           |
| 4  | Cândido Borges Monteiro                         |        | 1851              | 1852           |
| 5  | Miguel de Frias e Vasconcelos                   |        | 1853              | 1856           |
| 6  | João de Oliveira Fausto                         |        | 1857              | 1860           |
| 7  | Ten.-Coronel João José da Cunha Teles           |        | 1861              | 1865           |
| 8  | João Batista dos Santos (Visconde de Ibituruna) |        | 1865              | 1868           |
| —  | Adolfo Bezerra de Menezes (interino)            |        | 1868              | 1869           |
| 9  | Antônio Ferreira Viana                          |        | 1869              | 1873           |
| 10 | Ten.-Coronel Antônio Barroso Pereira            |        | 1873              | 1877           |
| 11 | Adolfo Bezerra de Menezes                       |        | 1877              | 1881           |
| 12 | José Ferreira Nobre                             |        | 1881              | 1884           |
| 13 | João Pedro de Miranda                           |        | 1884              | 1887           |
| —  | João Pereira Lopes (interino)                   |        | 1887              | 1887           |
| 14 | Augusto Nunes de Lima (vice em exercício)       |        | 1887              | 1888           |
| 15 | Ten.-Coronel João Manuel da Silva Veiga         |        | 1888              | 1889           |
| 16 | José Ferreira Nobre                             |        | 1889              | 1889           |

## Governantes do período republicano (1889–presente)

### Prefeitos e intendentes do Distrito Federal (1889–1960)
| Nº | Nome                                 | Imagem | Início do mandato       | Fim do mandato          |
| 1  | Francisco Antônio Pessoa de Barros   |        | 17 de novembro de 1889  | 15 de novembro de 1890  |
| —  | Ubaldino do Amaral                   |        | 15 de novembro de 1890  | 1º de dezembro de 1890  |
| 2  | José Félix da Cunha Meneses          |        | 1º de dezembro de 1890  | 4 de maio de 1891       |
| —  | Carneiro de Fontoura                 |        | 4 de maio de 1891       | 19 de novembro de 1891  |
| 3  | Nicolau Joaquim Moreira              |        | 19 de novembro de 1891  | 2 de dezembro de 1892   |
| —  | Alfredo Augusto Vieira Barcelos      |        | 3 de dezembro de 1892   | 17 de dezembro de 1892  |
| 4  | Barata Ribeiro                       |        | 17 de dezembro de 1892  | 26 de maio de 1893      |
| —  | Antônio Dias Ferreira                |        | 26 de maio de 1893      | 27 de junho de 1893     |
| 5  | Henrique Valadares                   |        | 27 de junho de 1893     | 1º de janeiro de 1895   |
| 6  | Francisco Furquim Werneck de Almeida |        | 1º de janeiro de 1895   | 16 de novembro de 1897  |
| —  | José Joaquim da Rosa                 |        | 16 de novembro de 1897  | 25 de novembro de 1897  |
| 7  | Ubaldino do Amaral                   |        | 25 de novembro de 1897  | 17 de novembro de 1898  |
| —  | Luís van Erven                       |        | 17 de novembro de 1898  | 31 de dezembro de 1898  |
| 8  | Cesário Alvim                        |        | 31 de dezembro de 1898  | 23 de maio de 1899      |
| 9  | Honório Gurgel                       |        | 23 de maio de 1899      | 1º de fevereiro de 1900 |
| 10 | Antônio Coelho Rodrigues             |        | 1º de fevereiro de 1900 | 6 de setembro de 1900   |
| 11 | João Filipe Pereira                  |        | 6 de setembro de 1900   | 11 de outubro de 1901   |
| 12 | Joaquim Xavier da Silveira Júnior    |        | 11 de outubro de 1901   | 27 de setembro de 1902  |
| —  | Carlos Leite Ribeiro                 |        | 27 de setembro de 1902  | 30 de dezembro de 1902  |
| 13 | Francisco Pereira Passos             |        | 30 de dezembro de 1902  | 16 de novembro de 1906  |
| 14 | Francisco Marcelino de Sousa Aguiar  |        | 16 de novembro de 1906  | 24 de julho de 1909     |
| 15 | Serzedelo Correia                    |        | 24 de julho de 1909     | 16 de novembro de 1910  |
| 16 | Bento Ribeiro                        |        | 16 de novembro de 1910  | 16 de novembro de 1914  |
| 17 | Rivadávia da Cunha Correia           |        | 16 de novembro de 1914  | 6 de maio de 1916       |
| 18 | Antônio Augusto de Azevedo Sodré     |        | 6 de maio de 1916       | 15 de janeiro de 1917   |
| 19 | Amaro Cavalcanti                     |        | 15 de janeiro de 1917   | 16 de novembro de 1918  |
| —  | Peregrino da Silva                   |        | 16 de novembro de 1918  | 23 de janeiro de 1919   |
| 20 | Paulo de Frontin                     |        | 23 de janeiro de 1919   | 29 de julho de 1919     |
| 21 | Milcíades Mário de Sá Freire         |        | 29 de julho de 1919     | 7 de junho de 1920      |
| 22 | Carlos Sampaio                       |        | 7 de junho de 1920      | 16 de novembro de 1922  |
| 23 | Alaor Prata                          |        | 16 de novembro de 1922  | 15 de novembro de 1926  |
| 24 | Antônio da Silva Prado Júnior        |        | 15 de novembro de 1926  | 24 de outubro de 1930   |
| 25 | Adolfo Bergamini                     |        | 24 de outubro de 1930   | 21 de setembro de 1931  |
| —  | Julião Esteves                       |        | 21 de setembro de 1931  | 30 de setembro de 1931  |
| 26 | Pedro Ernesto Baptista               |        | 30 de setembro de 1931  | 2 de outubro de 1934    |
| 27 | Augusto do Amaral Peixoto            |        | 2 de outubro de 1934    | 7 de abril de 1935      |
| 28 | Pedro Ernesto Baptista               |        | 7 de abril de 1935      | 4 de abril de 1936      |
| 29 | Olímpio de Melo                      |        | 4 de abril de 1936      | 2 de julho de 1937      |
| 30 | Henrique Dodsworth                   |        | 2 de julho de 1937      | 3 de novembro de 1945   |
| —  | José Filadelfo de Barros Azevedo     |        | 3 de novembro de 1945   | 2 de fevereiro de 1946  |
| 31 | Hildebrando de Araújo Góis           |        | 2 de fevereiro de 1946  | 16 de junho de 1947     |
| 32 | Ângelo Mendes de Morais              |        | 16 de junho de 1947     | 24 de abril de 1951     |
| 33 | João Carlos Vital                    |        | 24 de abril de 1951     | 12 de dezembro de 1952  |
| 34 | Dulcídio do Espírito Santo Cardoso   |        | 12 de dezembro de 1952  | 4 de setembro de 1954   |
| 35 | Alim Pedro                           |        | 4 de setembro de 1954   | 17 de novembro de 1955  |
| —  | Eitel de Oliveira Lima               |        | 17 de novembro de 1955  | 2 de dezembro de 1955   |
| —  | Francisco de Sá Lessa                |        | 2 de dezembro de 1955   | 22 de março de 1956     |
| 36 | Francisco Negrão de Lima             |        | 22 de março de 1956     | 8 de julho de 1958      |
| 37 | Sá Freire Alvim                      |        | 8 de julho de 1958      | 21 de abril de 1960     |

* Henrique Dodsworth foi interventor federal indicado por Getúlio Vargas.
Nota: Os intendentes estão marcados na lista pelo hífen (—)

### Governadores do estado da Guanabara (1960–1975)
| Nº | Nome                     | Imagem | Partido                                    | Início do mandato     | Fim do mandato        | Observações                                                                                   |
| 1  | José Sette Câmara Filho  |        | Partido Social Democrático PSD             | 21 de abril de 1960   | 5 de dezembro de 1960 | Governador nomeado                                                                            |
| 2  | Carlos Lacerda           |        | União Democrática Nacional UDN             | 5 de dezembro de 1960 | 4 de novembro de 1965 | Governador eleito em sufrágio universal                                                       |
| —  | Raphael Magalhães        |        | União Democrática Nacional UDN             | 4 de novembro de 1965 | 5 de dezembro de 1965 | Vice-governador eleito indiretamente pela Assembleia Legislativa como Governador em exercício |
| 3  | Francisco Negrão de Lima |        | Partido Social Democrático PSD/Sem partido | 5 de dezembro de 1965 | 15 de março de 1971   | Governador eleito em sufrágio universal                                                       |
| 4  | Antônio Chagas Freitas   |        | Movimento Democrático Brasileiro MDB       | 15 de março de 1971   | 15 de março de 1975   | Governador eleito em eleição indireta                                                         |

### Prefeitos do município do Rio de Janeiro (1975–atualidade)
Com a fusão dos estados da Guanabara e do Rio de Janeiro, a cidade do Rio de Janeiro passa a ser a nova capital do Estado do Rio de Janeiro. O prefeito mais jovem a assumir o cargo foi Eduardo Paes, aos 39 anos, em 2009. O prefeito mais idoso a tomar posse foi Marcello Alencar, em seu segundo mandato, aos 63 anos, em 1989.
O mais longevo no cargo é Eduardo Paes, que ao fim do atual mandato terá governado por 16 anos (2009-2016 e 2021-presente). Ao tomar posse para seu quarto mandato em 2025, Paes ultrapassou Cesar Maia em longevidade no cargo de prefeito do Rio de Janeiro. O prefeito que governou por menos tempo foi Jamil Haddad, que esteve no cargo por 261 dias em 1983.
Em 1985, Saturnino Braga foi o primeiro prefeito do Rio de Janeiro após a fusão a ser eleito pelo voto popular. Considerando-se o período que compreende a fundação da cidade e os dias atuais, Saturnino foi o terceiro mandatário a ser escolhido por sufrágio universal. Antes dele, quando a área do município do Rio de Janeiro formava o extinto estado da Guanabara, Carlos Lacerda foi eleito em 1960, e Negrão de Lima, em 1965.
Três prefeitos exerceram o cargo por mais de um mandato: Marcello Alencar assumiu o poder em 1983, nomeado pelo então governador fluminense Leonel Brizola, e em 1989, eleito pelo voto popular no ano anterior; Cesar Maia governou de 1993 a 1996, retornou ao cargo em 2001 e reelegeu-se em 2004; e Eduardo Paes assumiu a chefia do executivo municipal em 2009, foi reconduzido ao cargo em 2012, conquistou sua terceira gestão em 2020 e foi reeleito em 2024 para o seu quarto governo. Marcello Alencar foi o único político após a fusão dos estados da Guanabara e do Rio de Janeiro a assumir a prefeitura por meios distintos (nomeação pelo governador e voto popular).
Júlio Coutinho foi natural de Recife (PE) e, até o momento, foi o único prefeito após a fusão que não nasceu na cidade do Rio de Janeiro. O atual prefeito, Eduardo Paes, nasceu em 1969, quando o território correspondente ao atual município compreendia em sua totalidade ao extinto estado da Guanabara, e os demais prefeitos nasceram quando o Rio de Janeiro correspondia ao extinto Distrito Federal (1891–1960).
Até o momento, Marcello Alencar foi o único ex-prefeito do Rio após a fusão a eleger-se governador do Rio de Janeiro. Venceu a eleição para a chefia do executivo estadual em 1994 e tomou posse no ano seguinte.
Três prefeitos nasceram em 1926 e tanto a ordem das datas de nascimento como a ordem em que cada um assumiu a prefeitura são cronológicas: Marcos Tamoyo nasceu em 7 de setembro e tomou posse em 1975; Israel Klabin nasceu em 20 de setembro e tomou posse em 1979; e Jamil Haddad nasceu em 11 de dezembro e tomou posse em 1983.
Desde a instituição do sistema eleitoral com dois turnos na Constituição de 1988, aplicado a partir da eleição municipal de 1992, a eleição foi decidida no primeiro turno apenas em três oportunidades: em 2004, quando Cesar Maia venceu o pleito com 50,11% dos votos válidos; em 2012, quando Eduardo Paes foi eleito com 64,6% dos votos válidos; e em 2024, quando este foi reeleito para o seu quarto mandato com 60,47% dos votos válidos.
A eleição em que o resultado foi mais acirrado entre candidatos que foram ao segundo turno foi em 2008, quando Eduardo Paes obteve 50,83% dos votos válidos contra 49,17% para Fernando Gabeira. Em números absolutos, Paes venceu Gabeira por uma diferença de apenas 55.225 eleitores. A eleição em que houve a maior diferença em porcentagem entre os dois candidatos classificados para o segundo turno foi em 2020, quando Eduardo Paes obteve 64,07% dos votos válidos contra 35,93% para Marcelo Crivella. Em números absolutos, Paes venceu Crivella por uma diferença de 715.619 eleitores.
Até o momento, Cesar Maia foi o único candidato a prefeito do Rio de Janeiro que foi o segundo colocado do primeiro turno de uma eleição e venceu a disputa no segundo. Em 1992, Benedita da Silva e Cesar Maia obtiveram, no primeiro turno, 32,94% e 21,79% dos votos válidos, respectivamente, e, no segundo turno, Cesar foi eleito com 51,89% dos votos válidos contra 48,11% para Benedita. O feito se repetiu em 2000, quando Luiz Paulo Conde e Cesar Maia obtiveram, no primeiro turno, 34,69% e 23,04% dos votos válidos, respectivamente, e, no segundo turno, Cesar foi eleito com 51,06% dos votos válidos contra 48,94% para Conde.
O atual recordista em número de eleitores que o escolheram para ser prefeito do Rio de Janeiro é Eduardo Paes, que foi reeleito em 2012 com 2.097.733 votos válidos.
A eleição com o maior número de abstenções desde o início da Nova República foi em 2020, quando os cariocas elegeram em segundo turno o ex-prefeito carioca Eduardo Paes. Paes foi eleito com 1.629.319 votos, tendo o segundo colocado, o engenheiro, escritor religioso e então prefeito Marcelo Crivella, obtido 913.700 votos. O número de eleitores que compareceram foi de 3,1 milhões, num total de 4,8 milhões de eleitores aptos. Motivados entre outros fatores pela pandemia de COVID-19 no Brasil, 35,45% dos eleitores cariocas não compareceram às seções eleitorais, o que representou a ausência de 1.720.754 eleitores do pleito.
A mais recente eleição municipal do Rio de Janeiro, em 2024, reelegeu em primeiro turno Eduardo Paes com 1.861.856 votos, tendo o segundo colocado, o ex-delegado, ex-diretor geral da Agência Brasileira de Inteligência (ABIN) e então deputado federal Alexandre Ramagem, obtido 948.631 votos.
O prefeito com a maior longevidade de vida é Israel Klabin, atualmente com 98 anos; e o prefeito com a menor longevidade foi Marcos Tamoyo, que morreu aos 54 anos.

#### Ex-prefeitos vivos
Os ex-prefeitos que estão vivos são:
- Israel Klabin, 2.º prefeito, nascido em 1926 (98 anos).
- Cesar Maia, 8.º e 10.º prefeito, nascido em 1945 (79 anos).
- Marcelo Crivella, 12.º prefeito, nascido em 1957 (67 anos).

O último ex-prefeito a falecer foi Saturnino Braga, em 3 de outubro de 2024, aos 93 anos.

#### Partidos
Aliança Renovadora Nacional
      Partido Democrático Trabalhista
      Partido do Movimento Democrático Brasileiro
      Partido da Frente Liberal/Democratas
      Partido Liberal/Partido da República

      Partido da Social Democracia Brasileira
      Partido Socialista Brasileiro
      Partido Trabalhista Brasileiro
      Republicanos
      Partido dos Trabalhadores
      Partido Social Democrático
| №  | Prefeito                            | Prefeito         | Retrato | Eleição            | Início do mandato     | Fim do mandato        | Partido                                            | Vice-prefeito | Vice-prefeito            |
| -- | ----------------------------------- | ---------------- | ------- | ------------------ | --------------------- | --------------------- | -------------------------------------------------- | ------------- | ------------------------ |
| 1  |                                     | Marcos Tamoyo    |         | Nenhuma            | 15 de março de 1975   | 15 de março de 1979   | Aliança Renovadora Nacional (ARENA)                | Nenhum        | Nenhum                   |
| 2  |                                     | Israel Klabin    |         | Nenhuma            | 15 de março de 1979   | 3 de junho de 1980    | Movimento Democrático Brasileiro (MDB)             | Nenhum        | Nenhum                   |
| 3  |                                     | Júlio Coutinho   |         | Nenhuma            | 3 de junho de 1980    | 15 de março de 1983   | Partido do Movimento Democrático Brasileiro (PMDB) | Nenhum        | Nenhum                   |
| 4  |                                     | Jamil Haddad     |         | Nenhuma            | 15 de março de 1983   | 5 de dezembro de 1983 | Partido Democrático Trabalhista (PDT)              | Nenhum        | Nenhum                   |
| 5  |                                     | Marcello Alencar |         | Nenhuma            | 5 de dezembro de 1983 | 1º de janeiro de 1986 | Partido Democrático Trabalhista (PDT)              | Nenhum        | Nenhum                   |
| 6  |                                     | Saturnino Braga  |         | 1985               | 1º de janeiro de 1986 | 1º de janeiro de 1989 | Partido Democrático Trabalhista (PDT)              |               | Jó Rezende (PDT)         |
| 6  | Partido Socialista Brasileiro (PSB) | Saturnino Braga  |         | 1985               | 1º de janeiro de 1986 | 1º de janeiro de 1989 |                                                    |               | Jó Rezende (PDT)         |
| 7  |                                     | Marcello Alencar |         | 1988               | 1º de janeiro de 1989 | 1º de janeiro de 1993 | Partido Democrático Trabalhista (PDT)              |               | Roberto d'Ávila (PDT)    |
| 8  |                                     | Cesar Maia       |         | 1992               | 1º de janeiro de 1993 | 1º de janeiro de 1997 | Partido do Movimento Democrático Brasileiro (PMDB) |               | Gilberto Ramos (PL)      |
| 8  | Partido da Frente Liberal (PFL)     | Cesar Maia       |         | 1992               | 1º de janeiro de 1993 | 1º de janeiro de 1997 |                                                    |               | Gilberto Ramos (PL)      |
| 9  |                                     | Luiz Paulo Conde |         | 1996               | 1º de janeiro de 1997 | 1º de janeiro de 2001 | Partido da Frente Liberal (PFL)                    |               | Eider Dantas (PFL)       |
| 9  | Nenhum                              | Luiz Paulo Conde |         | 1996               | 1º de janeiro de 1997 | 1º de janeiro de 2001 | Partido da Frente Liberal (PFL)                    |               |                          |
| 10 |                                     | Cesar Maia       |         | 2000               | 1º de janeiro de 2001 | 1º de janeiro de 2009 | Partido Trabalhista Brasileiro (PTB)               |               | Marco Valles (PL)        |
| 10 | Democratas (DEM)                    | Cesar Maia       |         | 2000               | 1º de janeiro de 2001 | 1º de janeiro de 2009 |                                                    |               | Marco Valles (PL)        |
| 10 |                                     | Cesar Maia       | 2004    |                    | 1º de janeiro de 2001 | 1º de janeiro de 2009 | Otavio Leite (PSDB)                                |               |                          |
| 11 |                                     | Eduardo Paes     |         | 2008               | 1º de janeiro de 2009 | 1º de janeiro de 2017 | Partido do Movimento Democrático Brasileiro (PMDB) |               | Alberto Muniz (PMDB)     |
| 11 | 2012                                | Eduardo Paes     |         | Adilson Pires (PT) | 1º de janeiro de 2009 | 1º de janeiro de 2017 | Partido do Movimento Democrático Brasileiro (PMDB) |               |                          |
| 12 |                                     | Marcelo Crivella |         | 2016               | 1º de janeiro de 2017 | 1º de janeiro de 2021 | Republicanos                                       |               | Fernando Mac Dowell (PR) |
| 12 | Nenhum                              | Marcelo Crivella |         | 2016               | 1º de janeiro de 2017 | 1º de janeiro de 2021 | Republicanos                                       |               |                          |
| 13 |                                     | Eduardo Paes     |         | 2020               | 1º de janeiro de 2021 | Em exercício          | Democratas (DEM)                                   |               | Nilton Caldeira (PL)     |
| 13 | Partido Social Democrático (PSD)    | Eduardo Paes     |         | 2020               | 1º de janeiro de 2021 | Em exercício          |                                                    |               | Nilton Caldeira (PL)     |
| 13 |                                     | Eduardo Paes     | 2024    |                    | 1º de janeiro de 2021 | Em exercício          | Eduardo Cavaliere (PSD)                            |               |                          |

#### Linha do tempo de prefeitos do Rio de Janeiro
Esta linha do tempo consiste apenas naqueles que ocuparam o cargo de "Prefeito do município do Rio de Janeiro", criado com a extinção do estado da Guanabara, tendo seu primeiro ocupante assumido o cargo em 1975.